# 食品工学
食品工学（しょくひんこうがく、英語: food engineering）とは、食品工業において食品の加工・保存を効率的に行うことを目的とした応用科学の一分野である。

## 概要
食品の製造過程において乾燥、殺菌、流動、混合、冷却などそれ以上細分化できない仕事の最小単位を技術単位（Techno unit）と呼び、食品工学ではこれらの技術単位およびその連結の効率を、物質的・エネルギー的に高めることを目的としている。非食品と異なり、高温や長時間の処理により成分の変化を生じ、栄養面・嗜好面において価値を損なうことがあるため、食品原料の持つ品質特性の価値を保ちつつ加工し、包装、保蔵、流通を行うことが重要となる。米国食品技術者協会は1951年に、大学の食品科学系学科の履修科目に食品工学を取り入れることを勧告。それ以降、米国の公立大学の食品科学系学科では食品工学が必修科目として定着した。

## 関連領域
基礎となる分野
食品科学、生化学、物理化学、化学工学など
隣接する分野
醸造工学、伝熱工学、発酵工学、農業工学、冷凍工学、乳業工学、栄養学、調理学、衛生学、微生物学など